# Le Sorceleur
Le Sorceleur (en polonais : Wiedźmin) est une série littéraire polonaise de fantasy écrite par Andrzej Sapkowski et publiée entre 1986 (la nouvelle Le Sorceleur) et 2024 (le roman Rozdroże kruków (en)). Inspirée des univers classiques de la fantasy avec des ajouts issus de la mythologie slave et de l'histoire polonaise, elle se compose de quinze nouvelles et de six romans qui retracent essentiellement la vie et les aventures du sorceleur Geralt de Riv. Les sorceleurs sont des tueurs de monstres, entraînés physiquement dès leur plus jeune âge et ayant subi des mutations génétiques leur conférant des capacités surnaturelles.
Son adaptation en jeu vidéo, intitulée The Witcher (2007) et ses deux suites ont contribué à sa notoriété.

## La saga duSorceleur

### Recueils de nouvelles
- Le Sorceleur (Wiedźmin, 1990), contient cinq nouvelles : Le Sorceleur[1], Un grain de vérité, Le Moindre Mal, Une question de prix et La Route d'où l'on ne revient pas[2]. Non publié en français sous cette forme.
- L'Épée de la providence (Miecz przeznaczenia, SuperNOWA, 1992), contient six nouvelles : Les Limites du possible, Éclat de glace, Le Feu éternel, Une once d'abnégation, L'Épée de la providence et Quelque chose en plus. Version française parue chez Bragelonne en janvier 2008 ; rééd. Milady, mai 2011
- Le Dernier Vœu (Ostatnie życzenie, SuperNOWA, 1993), contient les nouvelles du premier recueil (sans La Route d'où l'on ne revient pas) plus trois nouvelles complémentaires, dont une découpée en plusieurs sections, formant des intermèdes entre les autres nouvelles : La Voix de la raison, Le Bout du monde et Le Dernier Vœu. Version française parue chez Bragelonne  en 2003 ; rééd. Pocket, 2005 puis Bragelonne janvier  2008[3] et Milady, 22 avril 2011[4]
- Coś się kończy, coś się zaczyna, SuperNOWA , 2000 : contient huit nouvelles, dont seulement deux concernent l'univers du sorceleur : La Route d'où l'on ne revient pas (traduit en français par Laurence Dyèvre pour les Éditions Bragelonne) et Coś się kończy, coś się zaczyna (Quelque chose s'achève, quelque chose commence, non traduite de manière professionnelle en français).

### Romans
Saga consacrée à Geralt de Riv et Ciri, l’enfant-surprise.
1. Le Sang des elfes (Krew elfów,  SuperNOWA,  1994). Version française parue chez Bragelonne en novembre 2008 ; rééd. Milady, août 2011.
2. Le Temps du mépris (Czas pogardy, SuperNOWA,  1995). Version française parue chez Bragelonne en avril 2009 ; rééd. Milady, septembre 2011.
3. Le Baptême du feu (Chrzest ognia, SuperNOWA,  1996). Version française parue chez Bragelonne en  janvier 2010 ; rééd. Milady, janvier 2012.
4. La Tour de l'hirondelle (Wieża Jaskółki, SuperNOWA,  1997). Version française parue chez Bragelonne en octobre 2010 ; rééd. Milady, juin 2012.
5. La Dame du lac (Pani Jeziora, SuperNOWA,  1999). Version française parue chez Bragelonne en juillet 2011 ; rééd. Milady, décembre 2012.

Romans indépendants
- La Saison des orages (Sezon burz, SuperNowa,  2013). Version française parue chez Milady en mai 2015.

- Rozdroże kruków (en polonais littéralement : “Le carrefour des corbeaux”). Version polonaise parue chez SuperNowa en novembre 2024.

### Édition intégrale française en trois volumes
- Le Sorceleur : Les Origines, paru et préfacé chez Bragelonne, le 21 septembre 2016 et une réédition le 20 septembre 2017, regroupant les deux recueils de nouvelles Le Dernier Vœu et L'Épée de la providence ainsi que le dernier roman La Saison des orages.
- Le Sorceleur : Le Lionceau de Cintra, paru et préfacé chez Bragelonne, le 17 octobre 2018, regroupant les trois premiers tomes dits de La Saga du Sorceleur, c'est-à-dire Le Sang des elfes, Le Temps du mépris et Le Baptême du feu ainsi que la nouvelle inédite La Route sans retour.
- Le Sorceleur : Zireael, paru et préfacé chez Bragelonne, le 13 novembre 2019, regroupant les deux derniers tomes concluant La Saga du Sorceleur : La Tour de l'Hirondelle et La Dame du Lac.

### Édition de 2019
Une nouvelle édition est parue en 2019 chez Bragelonne, en grand format (14.3 x 2.3 x 21.3 cm), avec de nouvelles illustrations de couverture. Les volumes sont sortis entre janvier et novembre 2019.
Une édition poche est également publiée chez le même éditeur en 2022.

## Univers

### Chronologie
| Livre                           | Nouvelle                                           |
| ------------------------------- | -------------------------------------------------- |
| Coś się kończy, coś się zaczyna | "La Route d'où l'on ne revient pas"                |
| Rozdroże kruków (en)            | "La Croisée des corbeaux"                          |
| Le Dernier Vœu                  | "Un grain de vérité"                               |
| Le Dernier Vœu                  | "Le Moindre Mal"                                   |
| Le Dernier Vœu                  | "Le Bout du monde"                                 |
| Le Dernier Vœu                  | "Le Dernier Vœu"                                   |
| La Saison des orages            |                                                    |
| Le Dernier Vœu                  | "Une question de prix"                             |
| Le Dernier Vœu                  | "Le Sorceleur"                                     |
| Le Dernier Vœu                  | "La Voix de la raison"                             |
| L'Épée de la providence         | "Les Limites du possible"                          |
| L'Épée de la providence         | "Éclat de glace"                                   |
| L'Épée de la providence         | "Le Feu éternel"                                   |
| L'Épée de la providence         | "Une once d'abnégation"                            |
| L'Épée de la providence         | "L'Épée de la providence"                          |
| L'Épée de la providence         | "Quelque chose en plus"                            |
| Le Sang des elfes               |                                                    |
| Le Temps du mépris              |                                                    |
| Le Baptême du feu               |                                                    |
| La Tour de l'hirondelle         |                                                    |
| La Dame du lac                  |                                                    |
| La Saison des orages            | Epilogue                                           |
| Coś się kończy, coś się zaczyna | "Quelque chose se termine, quelque chose commence" |

## Adaptations

### Jeux
Parmi les adaptations en jeux vidéo, le studio CD Projekt publie trois opus dont la renommée et le succès critique contribuent à promouvoir internationalement les livres : The Witcher (2007), The Witcher 2: Assassins of Kings (2011) et surtout The Witcher 3: Wild Hunt (2015). CD Projekt a annoncé un quatrième jeu intitulé The Witcher IV, mais sans date de sortie officielle et sans le héros principal Geralt de Riv.

### Télévision
Une première adaptation est proposée à la télévision polonaise en 2001 : Wiedźmin (Le Sorceleur en français), réalisée par Marek Brodzki avec Michał Żebrowski dans le rôle de Geralt, se base sur l'intrigue de la série littéraire. Une série télévisée de 13 épisodes reprenant la même équipe technique est diffusée l'année suivante, et jette  le discrédit sur le film, l'opinion générale considérant que celui-ci n'est qu'une version raccourcie de la série.
Au milieu des années 2010, le succès international du troisième volet des jeux remet dans la lumière un projet de série télévisée basée sur les livres, qui avait reçu en octobre 2014 une subvention de l'Institut Polonais du Film. C'est le studio Platige Image, déjà responsable de toutes les cinématiques et de certaines bandes-annonces des jeux de CD Projekt Red, qui mène l'initiative, en co-production avec Netflix. Le lien avec les jeux polonais s'arrête cependant là ; la série télévisée vise à adapter la série de livres et n'a aucun lien scénaristique avec les jeux,. La production de cette série intitulée The Witcher est lancée à l'automne 2018. La première saison est disponible sur Netflix le 20 décembre 2019. La deuxième saison est diffusée le 17 décembre 2021. Une troisième saison séparée en deux salves d'épisodes sort en 2023, les cinq premiers épisodes de la saison sont diffusés le 29 juin, les trois derniers à partir du 27 juillet.
Une seconde série, The Witcher: Blood Origin, est annoncée par Netflix le 27 juillet 2020. C'est un spin-off, préquel de la première, se déroulant 1 200 ans avant celle-ci.
Un film d'animation, The Witcher : Le Cauchemar du loup, est sorti le 23 août 2021. C'est également un spin-off de la série produite par Netflix se concentrant sur l'histoire d'origine de Vesemir, mentor de Geralt.
Un deuxième film d'animation, The Witcher : Les Sirènes des abysses, est sorti le 11 février 2025 sur Netflix. Il s'agit de l'adaptation de la nouvelle Une once d'abnégation issue du recueil L'Épée de la providence écrit par Andrzej Sapkowski.